# Свечана седница Државног савета 7. маја 1901. поводом стогодишњице оснивања
Свечана седница Државног савета 7. маја 1901. поводом стогодишњице оснивања ( рус. Торжественное заседание Государственного совета 7 мая 1901 года в день столетнего юбилея со дня его учреждения) јесте уље на платну руског уметника Иље Рјепина из 1903. године. Стогодишњица Државног савета Руске Империје обележена у Маријинском двору уметнички је представљена Рјепиновим делом.
Рјепин је брзо скицирао док је био на свечаној седници. Касније је скице претворио у слику уз помоћ асистената Бориса Кустодијева и Ивана Куликова.
Својевремено је примећен фотореализам слике.
Слика се налази у збирци Државног руског музеја.